# Circondario di Pisino
Il circondario di Pisino era uno dei circondari in cui era suddivisa la provincia dell'Istria.

## Storia
Il circondario venne istituito nel 1923 in seguito alla riorganizzazione amministrativa dei territori annessi al Regno d'Italia dopo la prima guerra mondiale; si estendeva sul territorio degli ex distretti giudiziari di Pisino e Albona.
Il circondario di Pisino venne soppresso nel 1927 come tutti i circondari italiani.

## Geografia antropica

### Suddivisioni amministrative
All'atto dell'istituzione il circondario era così composto:
- mandamento di Pisino
  - comuni di Antignana; Bogliuno; Draguccio; Gimino; Pisino; Valdarsa (Susgnevizza)
- mandamento di Albona
  - comuni di Albona; Fianona